# Mikołaj z Verdun

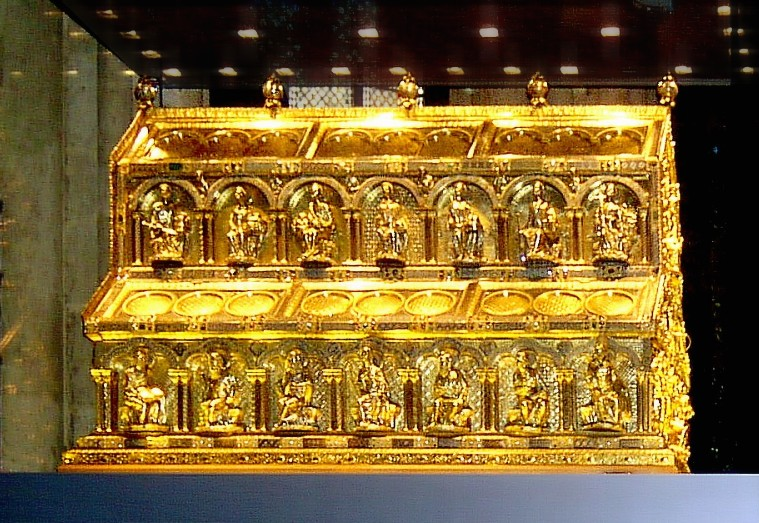
Relikwiarz Trzech Króli w katedrze kolońskiej

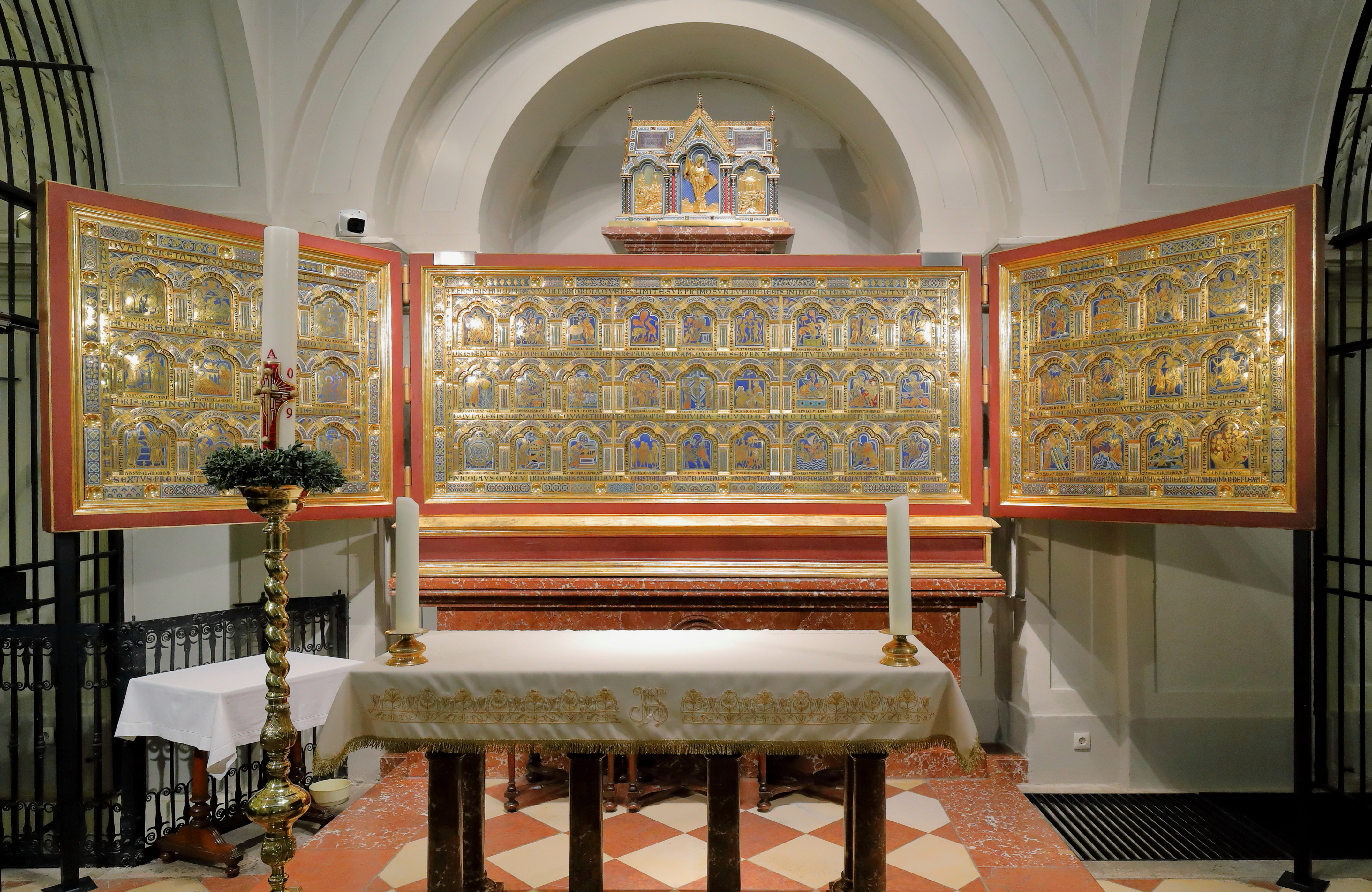
Ołtarz Mikołaja z Verdun

Mikołaj z Verdun, Nicolaus de Verdun (ur. w 1130 w Verdun, zm. w 1205 w Tournai) – francuski artysta działający na przełomie XII/XIII w., zajmujący się głównie złotnictwem.
Tworzył dzieła w stylu bardzo wczesnego gotyku z licznymi elementami późnego stylu romańskiego, często łączył złoto z emalią.
Główne zachowane prace:
- ołtarz główny opactwa w austriackim Klosterneuburgu (1181), czteroczęściowy, bogato złocony
- Relikwiarz Trzech Króli w katedrze w Kolonii powstały przed 1204
- relikwiarz Najświętszej Marii Panny dla katedry w Tournai (1205)